# Albert Finney
Albert Finney (9. května 1936 Salford, Greater Manchester, Anglie, Spojené království – 7. února 2019, Londýn) byl britský herec. Jedná se o představitele klasických divadelních rolí, herce s charakteristickým hlasem, držitele ceny Emmy i ceny Zlatý glóbus (za postavu Winstona Churchilla ve snímku Stahující se mračna), který byl nominován jak na americkou broadwayskou divadelní cenu Tony (dvě nominace) tak i na Oscara (celkem 5 nominací). Je také držitelem prestižní britské divadelní Ceny Laurence Oliviera.

## Život a kariéra
Herectví vystudoval na Královské akademii dramatických umění a posléze se stal členem Královské Shakespaerovské společnosti.
Jeho filmová kariéra odstartovala ve snímku V sobotu večer, v neděli ráno v roce 1960. Mezi jeho nejznámější filmové role patří postava Hercule Poirota ze snímku Vražda v Orient expresu z roku 1974 nebo v dramatu Erin Brockovich z roku 2000.
Velmi známými se staly i jeho televizní role některých historických postav, zahrál si jak britského premiéra Winstona Churchilla (snímek Stahující se mračna), tak papeže Jana Pavla II. či spisovatele Ernesta Hemingwaye (snímek Hemingway, the Hunter of Death).
Mezi jeho blízké přátele patřili herci Peter O'Toole a Gene Wilder.

## Filmografie (výběr)
- 1960 V sobotu večer, v neděli ráno
- 1963 Tom Jones
- 1967 Dva na cestě (s Audrey Hepburnovou)
- 1974 Vražda v Orient expresu
- 1982 Annie
- 1982 Střílejte na měsíc
- 1983 Garderobiér
- 1990 Millerova křižovatka
- 1992 Komedianti
- 1993 Bohatí láskou
- 1994 Profesor odchází
- 1997 Washingtonovo náměstí
- 2000 Erin Brokovich (s Julií Robertsovou)
- 2000 Traffic – nadvláda gangů
- 2006 Dobrý ročník
- 2007 Než ďábel zjistí, že seš mrtvej
- 2007 Bourneovo ultimátum
- 2012 Skyfall